# 笹倉康義
笹倉 康義（ささくら よしやす、1983年8月17日 - ）は、日本の元ラグビー選手。

## プロフィール
- 神奈川県出身。
- ポジションはプロップ(PR)。
- 身長 179cm、体重 119kg
- U23日本代表候補に選ばれたことがある[1]。
- 弟の康誉もラグビー選手（現・パナソニック ワイルドナイツ）[2]。

## 略歴
2002年、向上高校卒業後、関東学院大学に入る。なお向上高校時代、高校日本代表に選ばれたことがある。
2006年、関東学院大学卒業後、リコーブラックラムズに加入。同年9月2日に行われたジャパンラグビートップリーグ第1節の福岡サニックスブルース戦に途中出場で公式戦初出場を果たす。
2009年、現役を引退した。